# Jace Peterson
Jace Ryan Peterson (9 de mayo de 1990) es un segunda base estadounidense de béisbol profesional que juega para los New York Yankees de las Grandes Ligas. Anteriormente jugó con los Atlanta Braves y San Diego Padres, equipo con el que debutó en 2014.

## Carrera profesional

### Ligas menores
Peterson hizo su debut profesional con los Eugene Emeralds en 2011. Jugó en 73 partidos, bateando .243/.360/.333 con dos jonrones en 276 turnos al bate. En 2012, jugó para los Fort Wayne TinCaps, bateando .286/.378/.392 en 444 turnos al bate en 117 juegos. Jugó la temporada 2013 con el Lake Elsinore Storm y bateó .303/.382/.454 con siete jonrones en 496 turnos al bate en 113 juegos. Comenzó la temporada de 2014 con los San Antonio Missions de Clase AA. Después de aparecer con el equipo de Grandes Ligas, fue enviado a los El Paso Chihuahuas de Clase AAA en mayo. Mientras que jugó principalmente como campocorto en sus anteriores asignaciones de ligas menores, también participó en primera y segunda base con El Paso. En el 2014, bateó .306/.406 /.464 con dos jonrones en 248 turnos al bate en 68 juegos en Triple-A después de batear .311 en 18 juegos en Doble-A.

### San Diego Padres
Peterson fue llamado a las Grandes Ligas por primera vez desde Doble-A el 25 de abril de 2014, fecha en que Chase Headley se lesionó el gemelo. Hizo siete aperturas en la tercera base antes de ser enviado a Triple-A. Fue llamado nuevamente el 4 de junio y se hizo cargo de la segunda base cuando Jedd Gyorko fue colocado en la lista de lesionados con fascitis plantar el 6 de junio. Peterson hizo diez aperturas en segunda antes de que los Padres reclamaran a Irving Falú, movimiento que envió a Peterson a Triple-A. Tuvo otros dos breves períodos con los Padres en 2014, pero no fue parte de la expansión de la plantilla en septiembre. Durante la temporada se fue 6 de 53 en el plato.
Peterson fue uno de los siete Padres seleccionados para jugar en la Liga Otoñal de Arizona, donde Bud Black expresó su deseo de Peterson para conseguir un poco de experiencia en los jardines.

### Atlanta Braves
El 19 de diciembre de 2014, los Padres transfirieron a Peterson, Max Fried, Dustin Peterson y Mallex Smith a los Bravos de Atlanta a cambio de Justin Upton y Aaron Northcraft. Peterson fue invitado a los entrenamientos de primavera y logró ser parte de la plantilla inaugural de los Bravos para la temporada 2015.
El 16 de mayo de 2015 Peterson tomó turno al bate en la parte superior de la segunda entrada contra los Marlins de Miami con las bases llenas, y bateó el primer jonrón de su carrera, un grand slam, ante el lanzador Mat Latos. Los Bravos ganaron el encuentro 5-3.
Para la temporada 2016 fue nombrado el segunda base regular del equipo, pero tuvo mal rendimiento durante el mes de abril y perdió tiempo de juego, hasta que el 2 de mayo fue enviado a los Gwinnett Braves de Clase AAA. Fue llamado el 10 de junio, luego del traspaso de Kelly Johnson a los Mets de Nueva York. Al retornar a las mayores, su ofensiva mejoró y compartió labores en la segunda base con Gordon Beckham.

### New York Yankees
El 5 de enero de 2018, Peterson firmó un contrato de ligas menores con los Yanquis de Nueva York, incluyendo una invitación a los entrenamientos primaverales.